# Halvor Birch
Halvor Birch (Horsens, Jutlàndia Central, 21 de febrer de 1885 – Copenhaguen, 5 de juliol de 1962) va ser un gimnasta artístic danès que va competir a començaments del segle xx.
El 1906 va prendre part en els Jocs Intercalats que es van disputar a Atenes. En aquells Jocs va guanyar la medalla de plata en el concurs per equips del programa de gimàstica.
Sis anys més tard, als Jocs Olímpics d'Estocolm, va guanyar la medalla de bronze en el Concurs per equips, sistema lliure del programa de gimnàstica.